# Ingress
Ingress is een augmented realityspel, dat massaal online gespeeld wordt op Android smartphones en sinds 14 juli 2014 ook op iOS. In het spel is de echte wereld, in de app vertegenwoordigd door een uitgeklede versie van Google Maps in aangepaste kleurstelling, virtueel gevuld met portalen. Twee partijen, de Enlightened (verlichten) en de Resistance (verzet), strijden om de controle van deze portalen. Doel van het spel is om als partij zoveel mogelijk oppervlakte (gewogen naar bevolkingsdichtheid) te beslaan door de portalen in driehoeken ("fields of velden") aan elkaar te koppelen ("linken").

## Achtergrond
In de fictieve wereld van Ingress is ontdekt dat er materie bestaat die gedachten en creativiteit kan beïnvloeden, Exotic Matter (XM) genaamd. Er wordt gesuggereerd dat er een Shaper Force (vormende kracht) bestaat die dus het gedrag van mensen kan en wil beïnvloeden. Waar deze kracht precies vandaan komt is niet bekend, maar er wordt gesuggereerd dat buitenaardse en/of oude beschavingen de zogeheten Shapers zijn. De XM stroomt de wereld in via de Portalen. Hoe hoger het niveau van het Portal, des te meer XM er verschijnt.
Deze wetenschap drijft de mensheid in twee kampen: Zij die sceptisch tegenover de XM staan en bang zijn voor de Shapers en de onbekende gevolgen van de XM en moeten strijden om de invloed van XM te beperken. Zij zijn wantrouwend ookwel (de Resistance, blauwen of "smurfen") en zij die vinden dat de mensheid deze krachten moeten onderzoeken en eventueel moet omarmen (de Enlightened, groenen of "kikkers"), om de mensheid naar een hogere vorm van samenleving te brengen.
Om controle te krijgen over het lot van XM, de Shapers en de mensheid dienen door de beide partijen zoveel mogelijk Mind Units veroverd te worden, door een zo groot mogelijk en zoveel mogelijk, naar bevolkingsdichtheid gewogen, oppervlak van de wereld te bedekken met Fields. Dit kan worden bewerkstelligd door portalen driehoeksgewijs met elkaar te koppelen. En zelfs meerdere fields over elkaar heen te leggen. Het zogenoemde Multilayeren. Daarbij worden eerst links naar de buitenste portals de ankers gelegd, en als derde naar het binnenste portal. Als men doorgaat naar het volgende portal, dan eerst weer naar de buitenste portals de ankers en daarna naar binnen, naar het vorige portal.

## Score en samenspelen
In het spel kun je verschillende items verzamelen door portals te hacken. Hoe hoger de waarde van het portal, des te hoger de waarde van de gehackte items. Portals kunnen Level 1 t/m 8 hebben, hierbij gaat het om de waarde van de Resonators bij elkaar gedeeld door 8.
Aangezien een speler maximaal 1 level 8 resonator per portal kan plaatsen en/of (1x R7, 2x R6, 2x R5, 4x R4, 4x R3, 4x R2 en 8x R1). Kan één speler een portal maximaal level 5 maken (door het plaatsen van R8, R7, R6, R6, R5, R5, R4 en R4; dat is samen 45 ; 45 gedeeld door 8 geeft 5,625 ; dat is afgerond 5).
Met twee spelers wordt dit (2x R8,2x R7 en 4x R6 dat maakt samen 54 ; 54 gedeeld door 8 geeft 6,75 ; dat is afgerond 6) zelfde portal level 6. Met drie spelers kun je het portal level 7 maken.
Om een portal level 8 te maken heb je 8 spelers (van minimaal level 8!) nodig om een portal volledig te voorzien van level 8 resonators.

## Levels
In het spel kun je verschillende badges of medailles halen voor een veeltal aan statistieken.
Om Levels om hoog te gaan heb je in het begin AP nodig, en na level acht ook medailles:
- L1 Agent = 0 AP
- L2 Agent = 2,500 AP
- L3 Agent = 20,000 AP
- L4 Agent = 70,000 AP
- L5 Agent = 150,000 AP
- L6 Agent = 300,000 AP
- L7 Agent = 600,000 AP
- L8 Agent = 1,200,000 AP
- L9 Agent = 2,400,000 AP + 1 Gold & 4 Silver
- L10 Agent = 4,000,000 AP + 2 Gold & 5 Silver
- L11 Agent = 6,000,000 AP + 4 Gold & 6 Silver
- L12 Agent = 8,400,000 AP + 6 Gold & 7 Silver
- L13 Agent = 12,000,000 AP + 1 Platinum & 7 Gold
- L14 Agent = 17,000,000 AP + 2 Platinum & 7 Gold
- L15 Agent = 24,000,000 AP + 3 Platinum & 7 Gold
- L16 Agent = 40,000,000 AP + 2 Black & 4 Platinum & 7 Gold

Er zijn per statistiek vijf levels van de medailles (Brons, Zilver, Goud, Platinum en Onyx (ook wel Black genoemd)

## Ingress Prime
De eerste versie van Ingress maakte gebruik van een verouderde engine, daarom lanceerde Niantic in november 2018 Ingress Prime. De nieuwe versie gebruikt dezelfde engine als Niantic's andere spel Pokémon GO. Ingress Prime heeft een nieuw uiterlijk en enkele nieuwe opties. De basis van het spel is echter hetzelfde gebleven. Een van de nieuwe opties in het nieuwe spel is Recursion. Spelers die level 16 gehaald hebben kunnen met Recursion weer bij level 1 beginnen en eventueel van team wisselen.